# Gfortran
gfortran è il compilatore GNU del linguaggio di programmazione Fortran, che è incluso nel GNU Compiler Collection. gfortran ha sostituito il compilatore g77, il cui sviluppo è stato fermato prima della versione 4.0 di GCC.
gfortran è sviluppato attivamente e supporta varie piattaforme.